# Форест Лејк (Илиноис)
Форест Лејк (енгл. Forest Lake) насељено је место без административног статуса у америчкој савезној држави Илиноис.

## Демографија
По попису из 2010. године број становника је 1.659, што је 129 (8,4%) становника више него 2000. године.
| Група             | 2000.         | 2010.         |
| Белци             | 1.412 (92,3%) | 1.454 (87,6%) |
| Афроамериканци    | 8 (0,5%)      | 20 (1,2%)     |
| Азијати           | 14 (0,9%)     | 63 (3,8%)     |
| Хиспаноамериканци | 74 (4,8%)     | 114 (6,9%)    |
| Укупно            | 1.530         | 1.659         |